# Polaris Office
Polaris Office — офісний пакет для стаціонарних і мобільних пристроїв. Може редагувати файли Microsoft Office форматів DOC / DOCX, XLS / XLSX, PPT / PPTX, TXT, HWP і переглядати PDF-файли. . Всі файли, збережені в Polaris Office, синхронізуються з іншим підключеним пристрієм і, таким чином, документи автоматично оновлюються до останньої версії. Він також надає широкий спектр послуг хмарних систем зберігання даних, таких як Google Drive, Dropbox, Box.net, OneDrive і т. д. Також Polaris Office має програму-агент, яка дозволяє завантажувати/скачувати документ з настільного комп'ютера на мобільний пристрій. Офісний пакет доступний на декількох мовах: англійська, корейська, японська, іспанська, німецька, французька, російська, китайська (спрощена).